# Arrondissement de Noisiel
L'arrondissement de Noisiel est une ancienne subdivision administrative du département de Seine-et-Marne créée par le décret du 26 février 1993. Le 28 avril 1994, le chef-lieu est déplacé à Torcy, créant de ce fait l'arrondissement de Torcy.

## Composition
Il comprenait les cantons de Champs-sur-Marne, Chelles, Claye-Souilly, Lagny-sur-Marne, Noisiel, Pontault-Combault, Roissy-en-Brie, Thorigny-sur-Marne, Torcy et Vaires-sur-Marne.